# حديقة القرم الطبيعية
منتزه القرم الطبيعي أو حديقة القرم الطبيعية هي أكبر حديقة بمسقط وتبلغ مساحتها حوالي 1,715.5 متر مربع وتقع في موقع متميز بالطريق المؤدي إلى مرتفعات القرم وهي منطقة تتميز بالهضاب العالية ومنخفضاتها التي تتدنى إلى مستوى يرتفع قليلاً عن مستوى البحر الممتد على طول المنطقة، وقد قامت الفكرة في تصميمها على أساس استغلال طبيعة الموقع لخلق مناظر ممتعة ومريحة للمتجول ونجحت هذه الحديقة في تحقيق معادلة الموقع المتميز والتصميم الجمالي والفني المناسبين. تنفذ في الحديقة العديد من المهرجانات والمسرحيات والاحتفالات من أهمها مهرجان مسقط ومدينة ملاهي المرح لاند.

## القرم في السلطنة
يسود في سلطنة عمان نوع واحد من أشجار القرم وهو المعروف علمياً باسم أفيسينيا مارينا (Avicennia marina) والذي يتأقلم بكفاءة مع البيئة العمانية ذات الطقس الحار وشح المياه العذبة، ويتوزع هذا النوع في مناطق ساحلية عدة امتداداً من منطقة الباطنة شمالاً، مروراً بالعاصمة مسقط والمنطقة الشرقية والمنطقة الوسطى، وصولاً إلى محافظة ظفار جنوباً، تبلغ المساحة الكلية التي تغطيها أشجار القرم في عُمان قرابة ألف هكتار. فتنتشر في حديقة القرم هذه النوعية من الأشجار بكثافة.
وتستوطن هذه المحميات حسب أحدث الدراسات ما يزيد على 40 نوعاً من القشريات، و 200 نوع من الطيور وأكثر من 80 نوعاً من الرخويات، إضافة إلى ما يزيد على 100 نوع من الأسماك والكائنات البحرية الأخرى.
أطلقت وزارة البيئة والشؤون المناخية عام 2000م بالتعاون مع الوكالة اليابانية للتعاون الدولي ما سمي بمشروع استزراع أشجار القرم وتأهيل الأخوار الذي بدأ بتأسيس أول مشتل في محمية حديقة القرم الطبيعية في مسقط، والذي أنتج بعد ستة أشهر 17250 شتلة جاهزة للزراعة، وتمت زراعتها بالفعل في خور السوادي في منطقة الباطنة التي تشكل اليوم غابة طبيعية هائلة تعد من أهم موائل الأحياء الحرية في المحافظة والتي حققت نمواً جيداً خلال سنوات قليلة فقط، لاحقاً تم استزراع القرم في ولاية صور لينتج غابة جديدة ورائعة، كما تم في العام 2003م تدشين المشتل الثاني في حديقة القرم بقدرة إنتاجية وصلت إلى 22500 شتلة سنوياً، إضافة إلى مشتل في خور البطح في صور وآخر في خور القرم الكبير في ظفار ينتج كل منهما ما يصل إلى 70 ألف شتلة سنوياً، وقد استطاع مشروع الاستزراع أن يغرس ما يقارب نصف مليون شجرة قرم خلال 10 أعوام من انطلاقه ما يعد إنجازاً كبيراً على طريق حماية وصون هذا المورد الطبيعي بالغ الأهمية لسلطنة عمان.

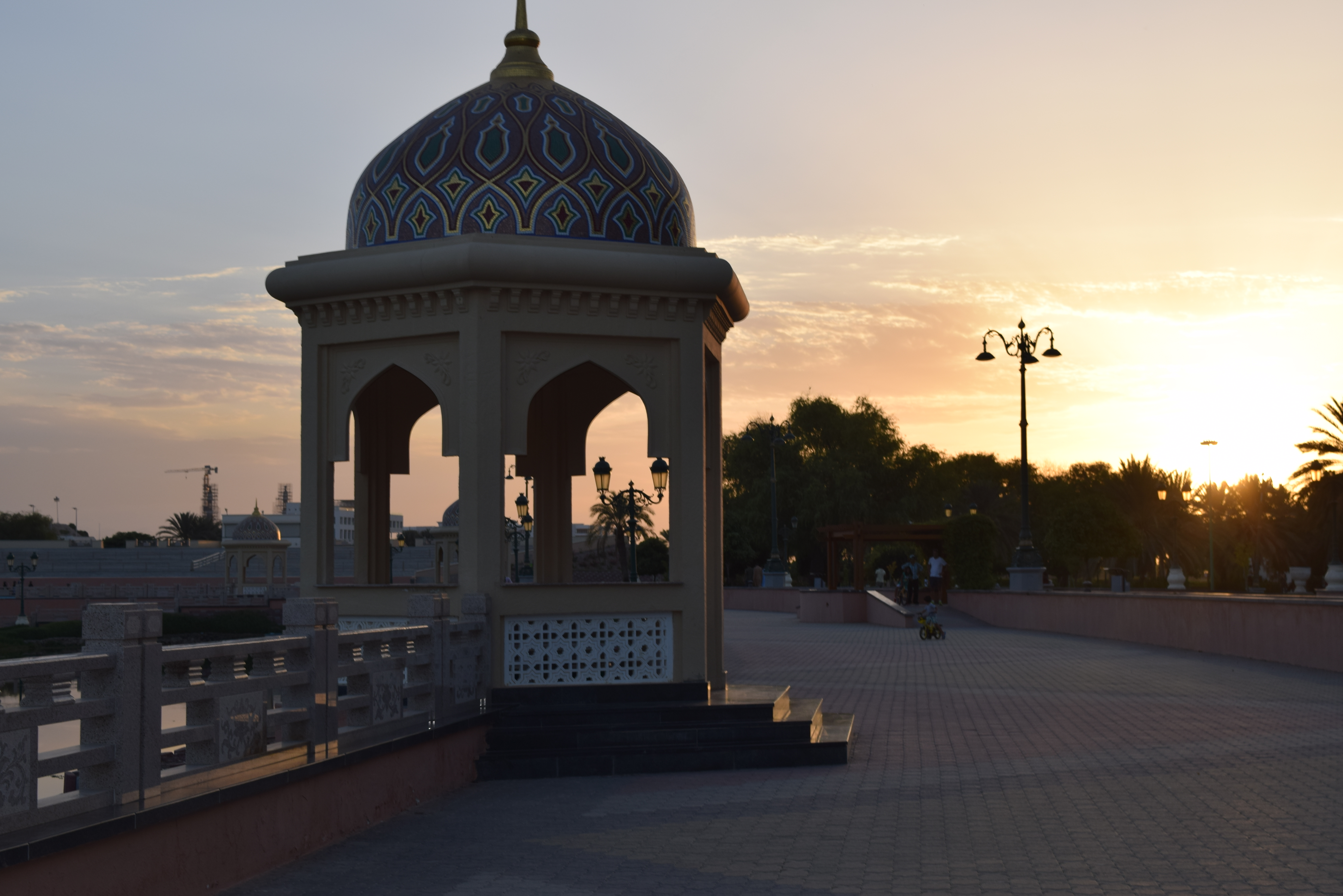
حديقة القرم عند الغروب.

يعد القرم ثروة طبيعية نظام بيئي فعال ومصدر حيوي لإنتاج الأكسجين تعيش هذه النباتات التي تنمو على السواحل البحرية في المياه المالحة على الحد الفاصل بين اليابسة والماء وتقاوم انجراف التربة وتآكلها، لأنها بكثافتها تعمل كمصدات للأمواج التي تتكسر عليها، فتعود ثانية إلى جوف البحر دون أن تضر بالتربة القريبة من الساحل، كما أن نظام امتداد الجذور من هذه الأشجار، والذي يأتي من أسفل إلى أعلى ويبدو بازغاً من التربة كالأوتاد أو العصي مشكلاً سياجاً حامياً للتربة يقاوم موجات البحر عدا عن دورها كعامود فقري للنظام البيئي الذي تقوم عليه، لأنها تمثل في هذا النظام محوراً رئيسياً للحياة الفطرية التي يعج بها من كائنات حية دقيقة لانراها وكائنات حية بحرية تأوي إليه.